# Championnat d'Ukraine de beach soccer
Le championnat d'Ukraine de beach soccer est une compétition annuelle de beach soccer disputée entre les clubs ukrainiens.

## Déroulement
À la fin de chaque saison, l'équipe terminant dernière est reléguée en division inférieure, le champion de division B la remplace.

## Palmarès

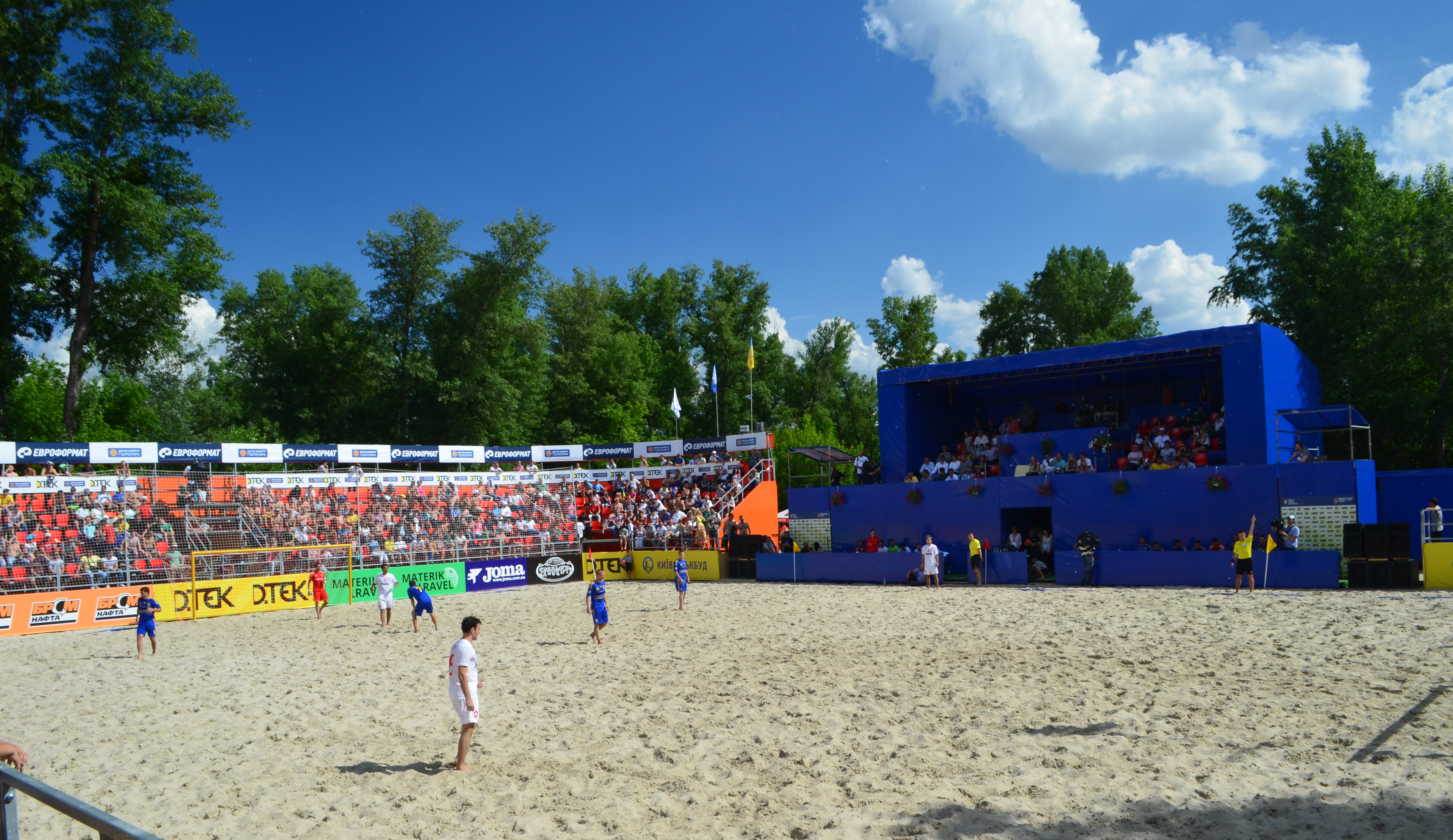
Stade accueillant les matchs du championnat d'Ukraine.

### Par édition
| Année | Champion             | 2e              | 3e                   |
| ----- | -------------------- | --------------- | -------------------- |
| 2002  | Lotto Kyiv           | Maindsher Kyiv  | Dynamo Zaporizhia    |
| 2003  | Maindsher Kyiv       | Lada Kremenchuh | HVEM Sevastopol      |
| 2004  | Nova Era Kyiv        | Hloriya Odessa  | Maindsher Kyiv       |
| 2005  | Nova Era Kyiv (2)    | Maindsher Kyiv  | Katran Zaporizhia    |
| 2006  | Maindsher Kyiv (2)   | Pleso Kyiv      | Hloriya Odessa       |
| 2007  | Nova Era Kyiv (3)    | Marrion Odessa  | Pleso Kyiv           |
| 2008  | BRR Kyiv             | Maindsher Kyiv  | Metrobud Kyiv        |
| 2009  | Maindsher Kyiv (3)   | BRR Kyiv        | Hloriya Odessa       |
| 2010  | Vybir Dnipropetrovsk | Maindsher Kyiv  | Dynamo-Hild Kyiv     |
| 2011  | Euroformat Kyiv (4)  | Maindsher Kyiv  | Metrobud Kyiv        |
| 2012  | Maindsher Kyiv (4)   | Griffin Kyiv    | Euroformat Kyiv      |
| 2013  | Artur Music Kyiv     | Griffin Kyiv    | Vybir Dnipropetrovsk |

Note : Nova Era Kyiv devient Euroformat Kyiv en 2011

### Par clubs
| Équipe               | Titres                     | 2e place                         | 3e place | Podium |
| -------------------- | -------------------------- | -------------------------------- | -------- | ------ |
| Maindsher Kyiv       | 4 (2003, 2006, 2009, 2012) | 5 (2002, 2005, 2008, 2010, 2011) | 1 (2004) | 10     |
| Euroformat Kyiv      | 4 (2004, 2005, 2007, 2011) | -                                | 1 (2012) | 5      |
| BRR Kyiv             | 1 (2008)                   | 1 (2009)                         | -        | 2      |
| Vybir Dnipropetrovsk | 1 (2010)                   | -                                | 1 (2013) | 2      |
| Lotto Kyiv           | 1 (2002)                   | -                                | -        | 1      |
| Artur Music Kyiv     | 1 (2013)                   | -                                | -        | 1      |